# Arnefrido del Friul
Arnefrido, Arnefrit o Arnefrid (fallecido en Nimis en  666) fue un hijo de Lupo del Friul que reclamó el ducado del Friul después de la muerte de su padre en 666.

## Historia
Tras la muerte de su padre, Lupo, que había caído muerto en la batalla contra los ávaros que habían invadido el ducado del Friul a petición del rey lombardo Grimoaldo I porque había querido castigar la rebelión del duque, Arnefrido reclamó el trono ducal para sí. Grimoaldo, sin embargo, todavía estaba en el ducado con su ejército, y fue reacio a entregar un ducado, tan estratégicamente importante, a una familia que no le había sido fiel, especialmente cuando los apoyos al rey eran muy escasos. Arnefrido, temiendo lo peor, buscó refugio cerca de los vecinos eslavos, en Carnunto. Desde aquí negoció con sus aliados eslavos y con ellos se puso a la cabeza para regresar a Italia con la intención de recuperar el ducado. Sin embargo, fueron los propios lombardos del Friul quienes los detuvieron, fue derrotado y lo mataron en el castillo de Nimis, no lejos de Cividale.
En su lugar, Grimoaldo instaló al fiel Vectari como nuevo duque del Friul.